# Guy de Chauliac
Guy de Chauliac (Chaulhac, Lozère, c. 1298 - Aviñón, 25 de julio de 1368) fue un médico francés, uno de los más importantes cirujanos en la Edad Media, quien también practicaba la ortopedia.

## Vida
Fue médico de Benedicto XII, Clemente VI, Inocencio VI y Urbano V. En Aviñón, Francia, donde estuvo la mayor parte de su vida, atendió al papa Clemente VI y sobrevivió a la Peste. Después de la epidemia, escribió el libro de medicina Chirurgia Magna. Murió el 25 de julio de 1368.

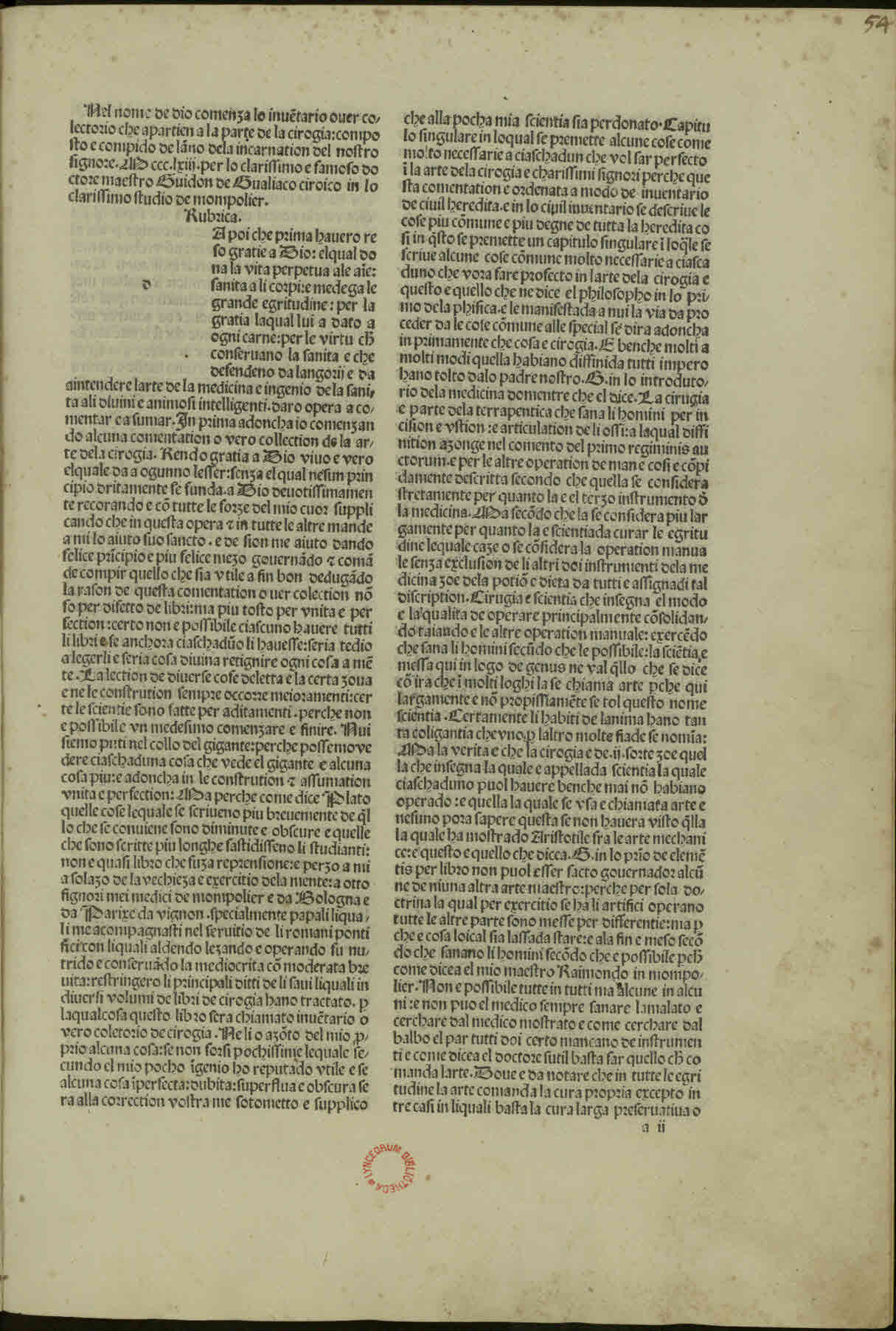
Chirurgia, 1493